# Мерешть (Вранча)
Мерешть, Мерешті (рум. Mărăști) — село у повіті Вранча в Румунії. Входить до складу комуни Рекоаса.
Село розташоване на відстані 184 км на північ від Бухареста, 43 км на північний захід від Фокшан, 139 км на південний захід від Ясс, 112 км на північний захід від Галаца, 103 км на північний схід від Брашова.

## Населення
За даними перепису населення 2002 року у селі проживали 624 особи, усі — румуни. Усі жителі села рідною мовою назвали румунську.